# Association canadienne de traductologie
L'Association canadienne de traductologie (ACT-CATS) a pour but de promouvoir la recherche[Depuis quand ?] dans les domaines de la traduction, de la rédaction, de la terminologie et de l’interprétation dans leur sens le plus large ; d’offrir un cadre ouvert pour la discussion de questions touchant à l’enseignement de ces disciplines ; et de diffuser dans les milieux intéressés les recherches et les expériences de ses membres, des personnes qui effectuent des recherches et d’autres pédagogues. 
Elle remet le Prix Vinay-Darbelnet pour la qualité des recherches en traductologie, nommé en l'honneur de Jean-Paul Vinay et Jean Darbelnet, deux pionniers de la recherche universitaire en traduction. La revue officielle de l'association est TTR: Traduction, Terminologie, Rédaction.

## Présidents
- 1987-1991    Judith Woodsworth (Concordia University)
- 1991-1993    Jean Delisle (Université d'Ottawa)
- 1993-1995    Candice Séguinot (York University)
- 1995-1999    Agnès Whitfield (York University)
- 1999-2001    Paul St-Pierre (Université de Montréal)
- 2001-2003    Denise Merkle (Université de Moncton)
- 2003-2006    Clara Foz (Université d'Ottawa)
- 2006-2010    Georges Bastin (Université de Montréal)
- 2010-2013    Marco Fiola (Ryerson)
- 2013-2016    Patricia Godbout (Université de Sherbrooke)
- 2016-2018    Philippe Caignon (Concordia University)
- 2018-2022    Christine York (Concordia University)
- 2022-2024    Audrey Canalès (Université de Sherbrooke)
- 2024-2026    Valérie Florentin (York University)